# Celleno
Celleno ist eine italienische Gemeinde mit 1298 Einwohnern (Stand 31. Dezember 2023) in der Provinz Viterbo in der Region Latium.

## Geographie
Celleno liegt 95 km nördlich von Rom und 18 km nördlich von Viterbo zwischen dem Bolsenasee und dem Tal des Tiber in einer von tiefen Schluchten durchzogenen Hügellandschaft.
Zur Gemeinde gehören die Ortsteile Acquaforte und Cava.
Die Nachbargemeinden sind Bagnoregio und Viterbo.

## Bevölkerungsentwicklung
| Jahr      | 1881 | 1901 | 1921 | 1936 | 1951 | 1971 | 1991 | 2001 |
| --------- | ---- | ---- | ---- | ---- | ---- | ---- | ---- | ---- |
| Einwohner | 1443 | 1688 | 1679 | 1518 | 1508 | 1132 | 1271 | 1339 |

Quelle: ISTAT

## Politik
Marco Bianchi (Lista Civica: Passione Civica 2.0) wurde am 26. Mai 2019 zum neuen Bürgermeister gewählt.

### Partnerstädte
- Serock in der Woiwodschaft Masowien

## Kulinarische Spezialitäten
Celleno ist für seine Kirschen bekannt, die Ende Mai bzw. Anfang Juni mit der Sagra delle Ciliegie gefeiert werden.

## Persönlichkeiten
- Giacinto Tonizza (1866–1935), römisch-katholischer Apostolischer Vikar von Tripolitana